# رویدادنامه کرخا بیت سلوک
رویدادنامه کرخ بیت سلوق، متنِ کوتاه تاریخیِ باارزشی است که آگاهی‌هایی دربارهٔ اوایل تاریخ ساسانی و نیز ستیزه‌های آیین‌های زردشتی، مانوی و مسیحیت در کرکوک و پیرامون آن به‌دست می‌دهد. در برخی بخش‌های کتاب، مطالب با دیدگاه جانبدارانه نوشته شده‌است.